# Emilia Giuliani-Guglielmi
Pour les articles homonymes, voir Guglielmi.
Œuvres principales
Variations sur un thème de Mercadante Op. 9 (1837), Six Préludes Op. 46 (1841)
Répertoire
Mauro Giuliani, Emilia Giuliani Guglielmi
Emilia Giuliani Guglielmi est une guitariste et compositrice italienne née le 23 avril 1813 à Vienne, morte le 27 novembre 1850 à Pest (aujourd'hui Budapest). Elle était la fille et élève du guitariste et compositeur Mauro Giuliani (1781-1829), la sœur de Michele Giuliani (1801-1867), guitariste, compositeur et professeur de chant au Conservatoire de Paris, et la nièce de Nicolas Giuliani (fl. 1847), maître de chapelle à Saint-Pétersbourg, attaché au service de l'impératrice de Russie. Elle était mariée avec le compositeur Luigi Guglielmi.

## Biographie

### La famille
Arbre généalogique
|  |  |                                                |                                                |                                                |                                                |                                                |                                                | Mauro Giuliani (1781-1829) Bisceglie Naples | Mauro Giuliani (1781-1829) Bisceglie Naples | Mauro Giuliani (1781-1829) Bisceglie Naples | Mauro Giuliani (1781-1829) Bisceglie Naples | Mauro Giuliani (1781-1829) Bisceglie Naples | Mauro Giuliani (1781-1829) Bisceglie Naples |  |  |  |  |                                                    |                                                    |                                                    |                                                    |                                                    |                                                    |  |  |  |  | Maria Giuseppa del Monaco (1779-1826)                    | Maria Giuseppa del Monaco (1779-1826)                    | Maria Giuseppa del Monaco (1779-1826)                    | Maria Giuseppa del Monaco (1779-1826)                    | Maria Giuseppa del Monaco (1779-1826)                    | Maria Giuseppa del Monaco (1779-1826)                    |  |  |                                             |                                             |                                             |                                             |                                             |                                             |
|  |  |                                                |                                                |                                                |                                                |                                                |                                                | Mauro Giuliani (1781-1829) Bisceglie Naples | Mauro Giuliani (1781-1829) Bisceglie Naples | Mauro Giuliani (1781-1829) Bisceglie Naples | Mauro Giuliani (1781-1829) Bisceglie Naples | Mauro Giuliani (1781-1829) Bisceglie Naples | Mauro Giuliani (1781-1829) Bisceglie Naples |  |  |  |  |                                                    |                                                    |                                                    |                                                    |                                                    |                                                    |  |  |  |  | Maria Giuseppa del Monaco (1779-1826)                    | Maria Giuseppa del Monaco (1779-1826)                    | Maria Giuseppa del Monaco (1779-1826)                    | Maria Giuseppa del Monaco (1779-1826)                    | Maria Giuseppa del Monaco (1779-1826)                    | Maria Giuseppa del Monaco (1779-1826)                    |  |  |                                             |                                             |                                             |                                             |                                             |                                             |
|  |  |                                                |                                                |                                                |                                                |                                                |                                                |                                             |                                             |                                             |                                             |                                             |                                             |  |  |  |  |                                                    |                                                    |                                                    |                                                    |                                                    |                                                    |  |  |  |  |                                                          |                                                          |                                                          |                                                          |                                                          |                                                          |  |  |                                             |                                             |                                             |                                             |                                             |                                             |
|  |  |                                                |                                                |                                                |                                                |                                                |                                                |                                             |                                             |                                             |                                             |                                             |                                             |  |  |  |  |                                                    |                                                    |                                                    |                                                    |                                                    |                                                    |  |  |  |  |                                                          |                                                          |                                                          |                                                          |                                                          |                                                          |  |  |                                             |                                             |                                             |                                             |                                             |                                             |
|  |  | Michele Giuseppe Giuliani (1801-1867) Barletta | Michele Giuseppe Giuliani (1801-1867) Barletta | Michele Giuseppe Giuliani (1801-1867) Barletta | Michele Giuseppe Giuliani (1801-1867) Barletta | Michele Giuseppe Giuliani (1801-1867) Barletta | Michele Giuseppe Giuliani (1801-1867) Barletta |                                             |                                             |                                             |                                             |                                             |                                             |  |  |  |  | Gaetano Nicola Maria Giuliani (1803-1823) Barletta | Gaetano Nicola Maria Giuliani (1803-1823) Barletta | Gaetano Nicola Maria Giuliani (1803-1823) Barletta | Gaetano Nicola Maria Giuliani (1803-1823) Barletta | Gaetano Nicola Maria Giuliani (1803-1823) Barletta | Gaetano Nicola Maria Giuliani (1803-1823) Barletta |  |  |  |  | Anna Maria Giuseppa Giuliani (1807-? après 1830) Trieste | Anna Maria Giuseppa Giuliani (1807-? après 1830) Trieste | Anna Maria Giuseppa Giuliani (1807-? après 1830) Trieste | Anna Maria Giuseppa Giuliani (1807-? après 1830) Trieste | Anna Maria Giuseppa Giuliani (1807-? après 1830) Trieste | Anna Maria Giuseppa Giuliani (1807-? après 1830) Trieste |  |  | Emilia Giuliani (1813-1850) Vienne Budapest | Emilia Giuliani (1813-1850) Vienne Budapest | Emilia Giuliani (1813-1850) Vienne Budapest | Emilia Giuliani (1813-1850) Vienne Budapest | Emilia Giuliani (1813-1850) Vienne Budapest | Emilia Giuliani (1813-1850) Vienne Budapest |

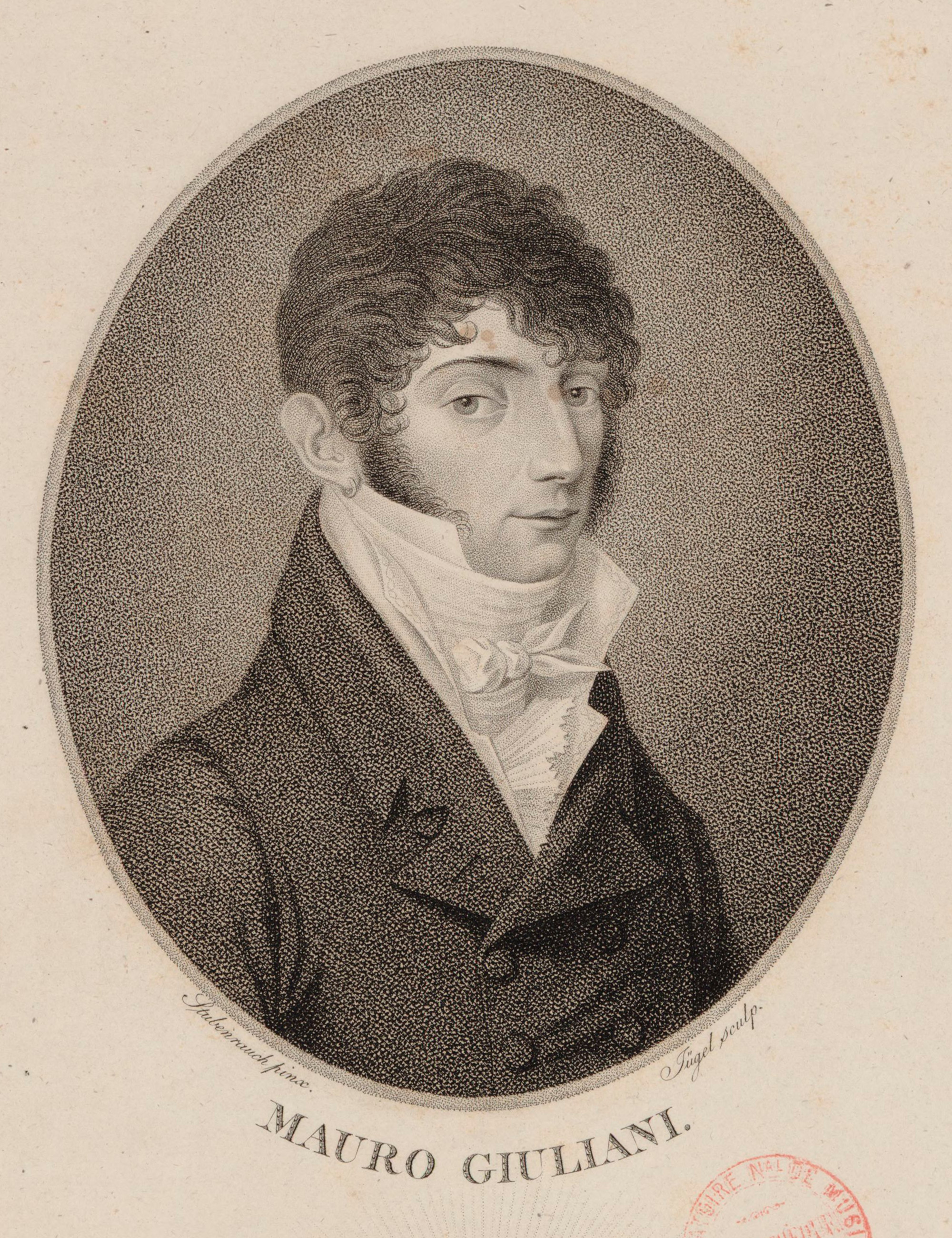
Mauro Giuliani par Johann Friedrich Jugel (1772-1833) d'après Stubenrauch [probablement Philipp von Stubenrauch (1783-1848)].

Son père est le célèbre guitariste et compositeur Mauro Giuliani (1781-1829), sa mère est la Viennoise Maria Anna Wiesenberger (1784-1817).
Son demi-frère Michele Giuliani (1801-1867) est guitariste, compositeur et professeur de chant au Conservatoire de Paris de 1850 à 1867.
Sa demi-sœur Anna Giuliani (30 juillet 1807 - après 1880) épouse en 1828 à Florence le compositeur Luigi Gordigiani (1806-1860), parfois décrit comme le Schubert italien. Ils ont eu plusieurs enfants dont le peintre Michele Gordigiani (1835–1909).
Son oncle paternel Nicolas Giuliani (fl. 1847) est maître de chapelle à Saint-Pétersbourg, attaché au service de l'impératrice de Russie. Il est l'auteur d'un traité d'harmonie (Introduction au Code d'Harmonie pratique et théorique, ou Nouveau système de Basse Fondamentale en 1847).
Son mari le compositeur Luigi Guglielmi, est peut-être apparenté au compositeur Pietro Alessandro Guglielmi (1728-1804).

### Enfance et débuts: la fille de Mauro Giuliani

#### Vienne: enfance
Emilia Giuliani nait à Vienne le 23 avril 1813, à une époque où son père le guitariste virtuose et compositeur Mauro Giuliani rencontre un grand succès. Elle est la troisième fille du Giuliani et sa maîtresse Nina Wiesenberger. Sa mère meurt à Vienne en 1817.
Entre 1822, elle vit à Vienne et voyage jusqu’à Palerme avec sa tante Emanuela Lucci et sa sœur aînée de six ans, Maria Willmuth, fille illégitime de Mauro Giuliani, peut-être pour rendre visite à leur père. En 1822 elle va à Palerme depuis Vienne avec sœur Maria Willmuth.

#### Rome: adolescence
Par la suite, elle est apparemment restée plusieurs années en Italie. Elle est scolarisée dans l'école privée "L'adorazione del Gesù" à Rome de 1821 à 1826, avec sa sœur Maria.

#### Naples: les premiers concerts publics
En 1828-1829 ans elle vit à Naples, restant proche de son père durant la dernière période de sa vie.

##### 1828
Le 6 février 1828, elle participe en Italie à un concert vocal et instrumental au "Teatro Nuovo" de Naples avec son père alors qu’elle n’a que 15 ans: I concerti di chitarra eseguiti da lei e da una sua figliuola per nome Emilia, di anni 12, piacquero tanto, ch’egli e questa fanciulla di ottime speranze vennero replicate volte applauditi e infine chiamati fuori dal Pubblico
Le 8 octobre 1828 elle se produit en solo à Naples au Teatro dei Fiorentini ou au Teatro del Fondo durant un entracte de l'opéra Gianni di Calais (it) de Gaetano Donizetti : "Non solo degna discepola ma emula del padre, merito i pieni applausi delle Auguste Persone e del pubblico".

##### 1829
Son père meurt le 8 mai 1829 à Naples alors qu'elle n'a que seize ans: Egli ha lasciato una figlia di tenere età che mostra di essere erede della sua abilità non comune; circonstanza che solo può rattemperare il dolore di questa perdita

##### 1831
Le 21 avril elle se produit au Teatro del Fondo. La Signora Giuliani eseguì quindi alcune Variazioni sopra un tema Viennese composte dal suo defunto genitore. La sua modestia che giungeva fino alla timidezza e le ardue prove di espertezza nel render soave e dilettevole uno strumento per sé già di poco rilievo, mossero il pubblico ad acclamarla con entusiasmo egualmente che nell’altro suo concerto dopo il secondo atto dell’Opera, essendo stata invitata a ricomparir sul proscenio a piene voci.(Giornale delle Due Sicilie)

##### 1832
En 1832 elle se produit à Foggia en Italie, à une centaine de kilomètres au nord de Bisceglie, la ville natale de son père.

### Une artiste reconnue

#### Italie et Vienne
Emilia Giuliani Guglielmi mène une carrière de concertiste durant un peu plus de vingt ans, de 1828 alors qu’elle n’a que 14 ou 15 ans, à 1849, moins d'un an avant son décès.

##### 1834
En novembre ou décembre 1834, alors qu'elle n'a que 21 ans, elle publie Cinq variations sur un thème de Bellini opus 1, dédicacées à Antonio Padiglione (lui-même compositeur), à Milan chez Giovanni Ricordi.

##### 1835
En 1835 elle publie à Milan chez Ricordi cinq des six fantaisies sur des thème de Bellini (Bellinianas opus 2, 4, 5, 6, 7, 8).

##### 1836
En 1836 elle publie, toujours chez le même éditeur, la dernière fantaisie sur des thèmes de Bellini (Belliniana opus 11) ainsi que les Variations sur un thème de Bellini opus 3.

##### 1837
En 1837 elle publie les Variations sur un thème de Mercadante opus 9 chez Ricordi à Milan. Ces variations ont été composées à la fin de 1836.
Emilia Giuliani se marie entre 1837 et 1839.

##### 1840
Dans les années 1840 à 1844, Giuliani Guglielmi entreprend une tournée de concerts en Europe. Durant la même période le guitariste virtuose italien Giulio Regondi (1822?-1872) fait également une tournée dans toute l'Europe (Vienne, Dresde, Prague, etc.).
Elle joue en 1840 à Vienne avec un certain succès.
En septembre 1840 elle est à Venise en Italie où elle joue deux moreaux durant l'entracte de la "commedia" au Teatro San Benedetto et a rencontré un grand succès: D’un altro distinto musicale talento dobbiam far parola: la signora Emilia Giuliani Guglielmi di Vienna, la quale portò a tal perfezione la perizia sulla chitarra francese, che a pochi fu dato fin qui di raggiungerla. Ella è figlia di quel Giuliani che s'era reso per egual parte por celebre. La gentil sonatrice diede la promessa accademia lunedì sera fra gli atti della commedia in S. Benedetto, e il ristretto, ma eletto numero di uditori ammirò in lei altamente la facilità con cui ella superò su quel ribelle istrumento le più astruse difficolta, rendendone grato e soave l'effetto. Due furono i concerti eseguiti, tutti e due egualmente difficili, ma il primo più grato per varii piacevoli motivi, resi con molta esprissione. Piacquero e si trovaro no nuovi alcuni armonici che ella frammischa alle variazzioni e singolar veramente la precisione, con cui tocca le corde ne’ passi più celeri acomplicati. Il pubblico le fece gran festa, ed alla dovette più volte comparir sulla scena.
Dans le numéro 44 du 29 octobre 1840, le Jahrbücher Des Deutschen Nationalvereins Für Musik Und Ihre Wissenschaft annonce le retour à Vienne le 10 octobre 1840 de Emilia Giuliani Guglielmi: Angekommen so eben ist hier die berühmte Guitarrespielerin Émilie Giuliani Guglielmi, eine Tochter des bekannten Mauro Giuliani. Wer sie hörte, spricht mit außerordentlicher Bewunderung von ihren Leistungen (Vient d'arriver ici la célèbre guitariste Émilie Giuliani Guglielmi, une fille du célèbre Mauro Giuliani. Ceux qui l'ont entendu parlent avec une extraordinaire admiration de ses accomplissements).

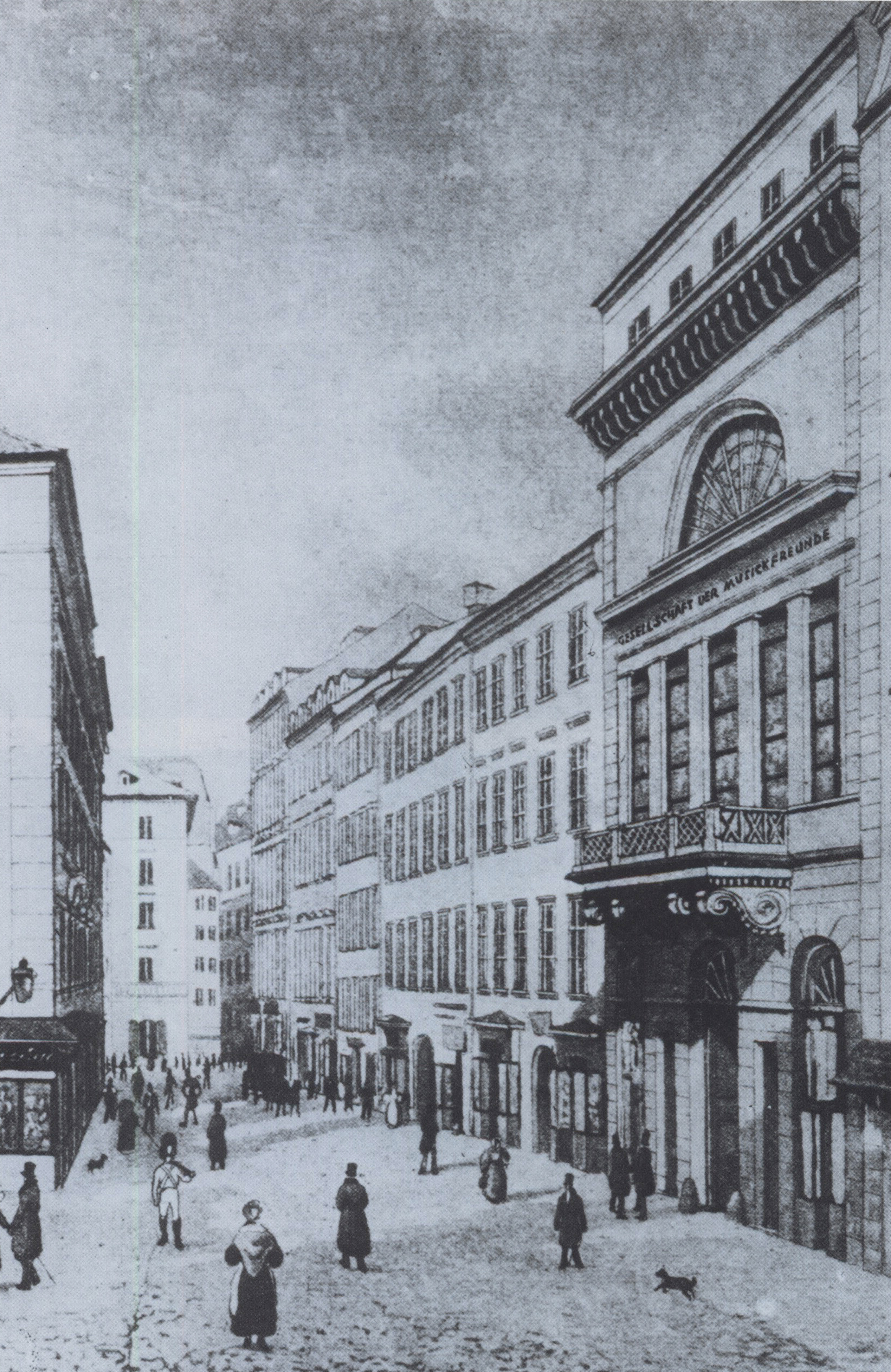
Salle de la Musikverein de Vienne (Société philharmonique de Vienne) (1831-1870) rue Tuchlauben

À la fin de 1840 elle publie Six Préludes opus 46 (ou 48) chez Artaria. Ils sont dédicacés au Conte Luigi Moretti, "Egregio dilettante", qui était également dédicataire des Grandes Variations opus 112 de Mauro Giuliani.
Le 8 décembre 1840, elle donne un récital au Musikverein de Vienne (Wiener Musikvereinssaal, Société philharmonique de Vienne (Gesellschaft der Musikfreunde in Wien) où elle montre ses « capacités extraordinaires à la guitare » (Beweise ihrer außerordentlichen Fähigkeit auf der Guitarre). "Ihre Mechanik verdient Beachtung, wäre sie nur einem dankbareren Gegenstande zugewendet".

#### Budapest et Nagykomlós
Des études récentes suggèrent qu'elle vit à Budapest et à Nagykomlós durant la dernière partie de sa vie.
Vers 1846 elle vit à Groß-Komlosch/Nagykomlós (hu), aujourd'hui commnune de Comloșu Mare (ro) en Roumanie. 

##### 1847

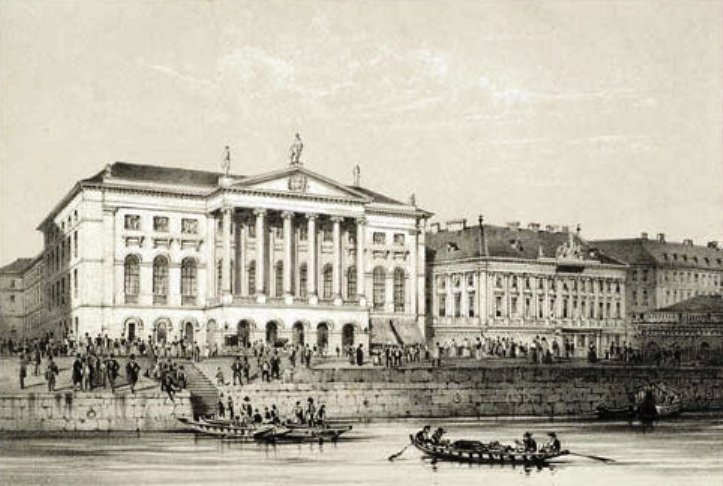
Redoutensaale de Pest

Le 17 avril 1847 elle donne un récital à la Redoutensaale de Pest.

##### 1849
le 25 septembre 1849 elle donne un concert au Sommertheatre de Pest.

##### 1850
Elle meurt le 25 novembre 1850 à Pest (aujourd'hui Budapest), à l'âge de 37 ans, d'une fièvre putride. L'avis de décès est daté du 27 novembre.Frau Guglielmi, eine rühmlich bekannte Guitarre-Virtuosin, Tochter des einst so berühmt gewesenenen Guitarrenmeisters Giuliani in Wien, und Gattin des Compositeurs Guglielmi, ist am 27. November in Pesth gestorben.
Elle fait partie des rares femmes guitaristes de renom au XIXe siècle, avec Nina Morra, Franziska Bolzmann, et Marianne Willemer (1784-1860).
Il existe un portrait d'Emilia Giuliani par le peintre allemand Franz Nadorp (de) (1795-1876), signé et daté Rome [18]39, âgée de 26 ans, dans la collection du musée Wasserburg Anholt (de) à Isselburg en Allemagne.

## Relations personnelles et professionnelles
- Giovanni Ricordi (1785-1853), éditeur de plusieurs de ses œuvres.
- Mauro Giuliani (1781-1829), son père, célèbre guitariste et compositeur.
- Michele Giuliani (1801-1867), son frère, guitariste, compositeur et professeur de chant au Conservatoire de Paris
- Nicolas Giuliani (fl. 1847), son oncle paternel, maître de chapelle à Saint-Pétersbourg, attaché au service de l'impératrice de Russie.
- Luigi Guglielmi, son mari, compositeur.
- Luigi Gordigiani (1806-1860), mari de sa sœur Anna, compositeur.
- (Conte) Luigi Moretti (c. 1780-1850), dédicataire en 1841 de ses Six Préludes opus 46 et des Grandes Variations opus 112 de Mauro Giuliani, compositeur, auteur d'une méthode pour guitare et guitariste[26].
- Antonio Padiglione, dédicataire en 1834 des cinq variations sur un thème de Bellini opus 1, compositeur.

## Emilia Giuliani et la technique de la guitare
En mars 1841 un article du Allgemeine musikalische Zeitung décrit un jeu en "Doppelflageolettönen" (double harmonique). Pendant un temps il lui a ainsi été attribué par erreur la découverte des harmoniques sur la guitare.(Signora Emilia Giuliani-Guglielmi, Tochter und Schülerin des berühnien Mauro Giuliani, ließ sich auf der Guitarre, und sogar mit den von ihr erfundenen Doppelflageolettonen hören; ihre Mechanik verdient Beachtung, wäre sie nur einem dankbareren gegenstande zugewendet.

## Œuvres
Emilia Giuliani Guglielmi a commencé à publier ses œuvres dès 1834, à l'âge de 21 ou 22 ans (Op. 1, Cinq variations sur un thème de Bellini). Toutes les compositions de Giuliani Guglielmi connues à ce jour sont pour guitare.
Ses compositions ont été publiées à Milan par Giovanni Ricordi, à Vienne par Artaria, ainsi que par Josef Weinberger à Vienne pour la seconde édition des Préludes, peut-être publiée après le décès du compositeur.
Elle fait partie des rares femmes compositrices de renom au XIXe siècle, avec Clara Schumann (1819-1896), Fanny Mendelssohn (1805-1847), et Louise Farrenc (1804-1875).

### Les Variations
Parmi les œuvres connues à ce jour d'Emilia Giuliani Guglielmi il y a quatre variations (Opus 1, 3, 5, et 9). Elles ont été publiées entre 1834 et 1837 à Milan par Giovanni Ricordi. Les thèmes sont de Vincenzo Bellini (1801-1835) pour l'opus 1 et 3, Gioachino Rossini (1792-1868) pour l'opus 5, et Saverio Mercadante (1795-1870) pour l'opus 9.

### Sei Belliniane
À l'image de son père Mauro Giuliani qui a composé entre 1822 et 1828 six fantaisies ou "Rossinianas" (Le Rossiniane) sur des airs d'opéras de Gioachino Rossini (1792-1868), Emilia Giuliani Guglielmi a composé six fantaisies ou "Bellinianas" (Le Belliniane) sur des airs d'opéras de Vincenzo Bellini (1801-1835). Les Six Bellinianas ont été publiées à Milan par Giovanni Ricordi en 1834 (Belliniana n. 1) et 1835 (Bellinianas n. 2 à 6).

### Les Préludes
Les Six Préludes Op. 46 (Sei Preludj) sont publiés par Artaria à Vienne en janvier 1841 (imprimés le 22 décembre 1940) et sont dédiés au Conte Luigi Moretti (c. 1780-1850), guitariste et compositeur, membre de l'Accademia Filarmonica de Bologne. Il s'agit de la seule composition d'Emilia Giuliani publiée par le célèbre éditeur viennois et de sa dernière composition connue à ce jour.
Le deuxième Prélude semble reprendre des formules de Johann Sebastian Bach. Le troisième semble reprendre des formules du Caprice 15 Op. 20 de Luigi Legnani publié en 1822. Les Préludes 4 et 5 semblent être comme des prémonitions des Études 1 et 11 de Heitor Villa-Lobos composées près d'un siècle plus tard.

### Liste des œuvres
- Op. 1 - Cinque variazioni e finale sul tema, L'amo ah! l'amo, nell'opera I Capuleti e Montecchi del maestro Bellini. Milano : presso Gio. Ricordi, (novembre, décembre)[30] [1834]. Dedicate al sig.r Antonio Padiglione.
- Op. 2.da - Belliniana n.1. ossia varii pezzi tratti delle opere di Bellini, ridotti e variati. Milano : presso Gio. Ricordi, (Lib. 2–4. octobre-novembre)[31] [1835]
- Op. 3 - Variazioni su Ah perchè non posso odiarti (Bellini). Milano : presso Gio. Ricordi, 1836.
- Op.a 4.a - Belliniana n. 2. Milano : presso Gio. Ricordi, [1835]. (Fa parte di: Belliniana : ossia varj pezzi tratti dalle opere del maes.o Bellini : opera 2.da / ridotti e variati per chitarra sola da Emilia Giuliani)
- Op. 5 - Variazioni su Non più mesta (Rossini) (septembre 1936)[32]
- Op.a 6.a - Belliniana n. 3. Milano : presso Gio. Ricordi, [1835]. (Fa parte di: Belliniana : ossia varj pezzi tratti dalle opere del maes.o Bellini : opera 2.da / ridotti e variati per chitarra sola da Emilia Giuliani)
- Op. 7.ma - Belliniana n. 4. Milano : presso Gio. Ricordi, [1835]. (Fa parte di: Belliniana : ossia varj pezzi tratti dalle opere del maes.o Bellini : opera 2.da / ridotti e variati per chitarra sola da Emilia Giuliani)
- Op. 8.a - Belliniana n. 5. Milano : presso Gio. Ricordi, [1835] (Fa parte di: Belliniana : ossia varj pezzi tratti dalle opere del maes.o Bellini : opera 2.da / ridotti e variati per chitarra sola da Emilia Giuliani)
- Op.a 9 - Variazioni per chitarra sopra un tema del m.o Mercadante. Milano : presso Gio. Ricordi, (juillet)[33] [1837]
- Op. 10 - introuvable
- Op. 11 - Belliniana n. 6. Milano : presso Gio. Ricordi, [1835]. (Fa parte di: Belliniana : ossia varj pezzi tratti dalle opere del maes.o Bellini : opera 2.da / ridotti e variati per chitarra sola da Emilia Giuliani)
- Op. 12-45 - introuvables
- Op. 46 (ou 48) - Six Préludes (Sei Preludj) (Vienne, 1841?) (6 Preludj p. Chitarra. Op. 48 . Wien, Artaria et Co. (Hofmeister: Musikalisch-literarischer Monatsbericht, avril 1843, p. 41)[33]